# Tu viện Đại Lavra
Tu viện Đại Lavra (tiếng Hy Lạp: Μονή Μεγίστης Λαύρας) là tu viện đầu tiên được xây dựng trên núi Athos, Hy Lạp. Nó nằm ở chân núi phía đông nam ở độ cao 160 mét (170 yd). Tu viện được thành lập vào năm 963 bởi Athanasius dòng Athonite, đánh dấu sự khởi đầu của tổ chức tu viện trên núi Athos. Tại vị trí của tu viện, có một trong những thành phố cổ của bán đảo Athos, có lẽ là Akrothooi, tại đó những cỗ quan tài của tu viện được để trong kho chứa dầu. Lịch sử của tu viện đầy đủ nhất so với các tu viện khác, bởi những tài liệu lịch sử của nó được lưu trữ và bảo quản gần như còn nguyên vẹn. Có thể việc nghiên cứu các tài liệu lưu trữ này giúp góp phần hoàn thiện kiến thức về lịch sử của các tu viện khác, khi những tài liệu lưu trữ của chúng đã mất một phần hoặc hoàn toàn.

## Lịch sử
Được xây dựng vào năm 963 theo ý tưởng của Hoàng đế Đông La Mã Nikephoros II Phokas, cũng là người tài trợ cho dự án. Nikephoros đã hứa với Athanasius rằng ông sẽ sớm trở thành tu sĩ của Đại Lavra nhưng cái chết của ông đã khiến kế hoạch đó bị hủy bỏ. Tuy nhiên, một khoản kinh phí vĩnh viễn của đế quốc, được cấp gấp đôi bởi hoàng đế Ioannes I Tzimiskes đã cho phép tích hợp thêm nhiều tòa nhà vào tu viện. Các hoàng đế cũng đã ban cho Đại Lavra nhiều vùng đất đai khác bao gồm đảo Saint Eustratius và Tu viện Saint Andreas ở Thessaloniki. Điều này dẫn đến sự gia tăng khá lớn của các tu sĩ tại đây từ 80 lên 120.
Dự án xây dựng bắt đầu vào thế kỷ 11, với bức tường bảo vệ và tiếp tục đến nhà thờ, mộ tu viện. Sau cái chết của Athanasius, tu viện vẫn hoạt động bình thường. Các hoàng đế tiếp tục ủng hộ sự phát triển của nó và trong thế kỷ 11 đã có đến 700 tu sĩ sống và làm việc tại đây, các tu viện nhỏ hơn cũng được sáp nhập vào Đại Lavra. Đến thế kỷ 14, cũng như nhiều tu viện khác trên Núi Athos, nó chịu sự chi phối bởi vương quyền Aragon của người Tây Ban Nha cho đến những tên cướp biển khác trong khu vực. Người hành hương Isaiah cũng xác nhận, tu viện vào cuối thế kỷ 15 là một tu viện của người Hy Lạp. Kết quả hình thành một dòng tu đặc biệt, chủ nghĩa tu viện cô lập, bất chấp sự phản đối của Giáo hội chính và các hoàng đế. Năm 1574, Thượng Phụ Silverster của Alexandria đã giúp đỡ và tu viện hoạt động trở lại theo chủ nghĩa tu viện cộng đồng, nhưng ngay sau đó, chủ nghĩa tu viện đặc biệt lại được hình thành. Năm 1655, Thượng phụ Dionysios III, một người cũng xuất gia, đã quyên góp toàn bộ tài sản cá nhân của ông để giúp quay trở lại cuộc sống cộng đồng nhưng một lần nữa những nỗ lực này là không đủ và chủ nghĩa tu viện đặc biệt vẫn tồn tại cho đến tận năm 1980 thì tu viện hoạt động trở lại theo chủ nghĩa tu viện cộng đồng.

## Tòa nhà
Nhà thờ chính (Katholikon) được thành lập bởi Athanasius, người đã mất mạng cùng với 6 công nhân khác khi một trong những mái vòm bị đổ trong quá trình xây dựng. Phong cách kiến trúc đặc trưng bởi hai cấu trúc lớn là hợp xướng và nơi cầu nguyện. Nhà thờ sau này được thánh hiến và là hình mẫu cho nhiều nhà thờ khác. Các bức bích họa trong nhà thờ được thực hiện vào năm 1535 bởi họa sĩ vĩ đại Theophanis. Tuy nhiên, hiên nhà thờ được vẽ vào năm 1854.
Phía bắc của hiên có nhà nguyện 40 vị tử đạo của Sebaste, trong đó là nơi chôn cất của Athanasius. Phía nam của hiên là nhà nguyện Nicôla thành Myra là nơi có các bức bích họa được vẽ bởi Franco Cantellano vào năm 1560. Nhà ăn tu viện có hình chữ thập nằm đối diện lối vào trung tâm là nhà ăn lớn nhất trên núi Athos. Bên trong là rất nhiều các bức bích họa được vẽ bởi Theophanis và các đồng môn của ông.

## Kho báu nghệ thuật
hư viện của tu viện nằm phía sau nhà thờ chính là nơi lưu giữ 2.116 bản thảo tiếng Hy Lạp và 165 bộ luật. Trong đó có những bản thảo chép tay không chính thức của Tân Ước là Codex Coislinianus, Codex Athous Lavrensis, Uncial 049, Uncial 0167 và Tân Ước cỡ nhỏ 1073, 1505, 2524, 1519. Ngoài ra, thư viện này còn có hơn 20.000 cuốn sách in và khoảng 100 bản thảo viết tay bằng các ngôn ngữ khác. Đây là một trong những bộ sưu tập bản thảo viết tay Hy Lạp phong phú nhất trên thế giới.
Phòng thánh nằm phía sau nhà thờ chính là nơi có một số đồ tạo tác, quan trọng nhất là bản thảo của một cuốn Phúc Âm có bìa vàng là quà tặng của Nikephoros II Phokas và bản danh sách (Kouvaras) các nhà sư kể từ thời Athanasius. Ngoài ra còn có 2.500 biểu tượng bao gồm toàn bộ lịch sử Thiên niên kỷ 2.

## Hình ảnh

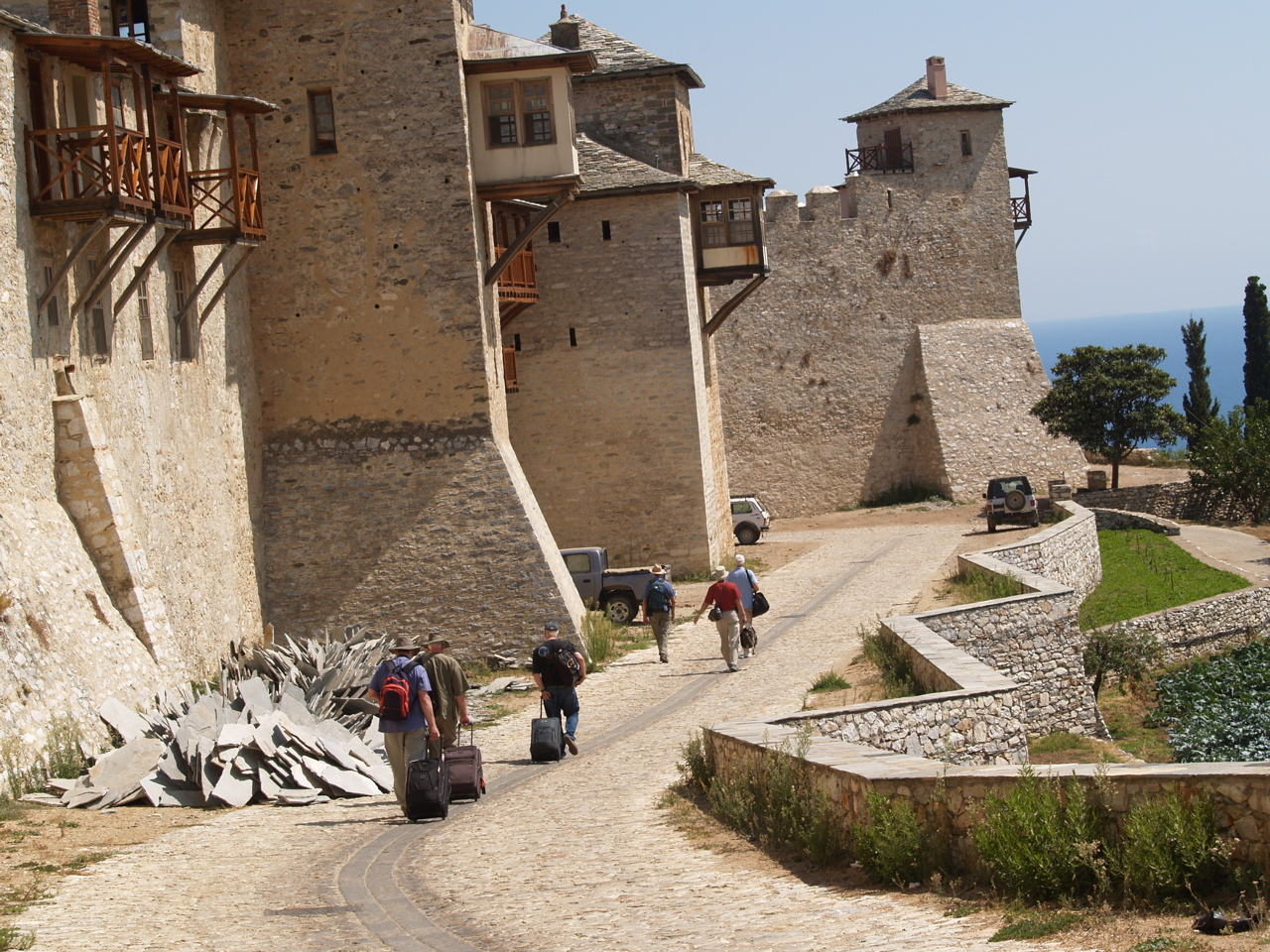
Đường lên tu viện
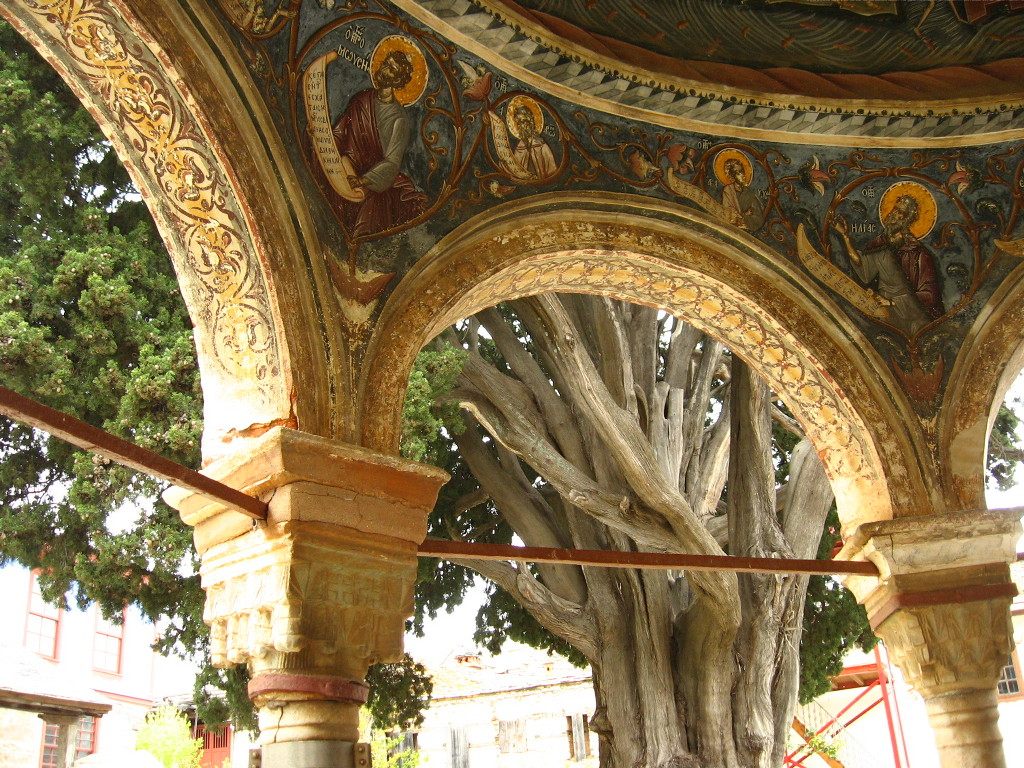
Cây bách của Thánh Athanasius nhìn từ lối vào nhà thờ Đại Lavra. Nó được cho là đã hơn 1000 năm tuổi.
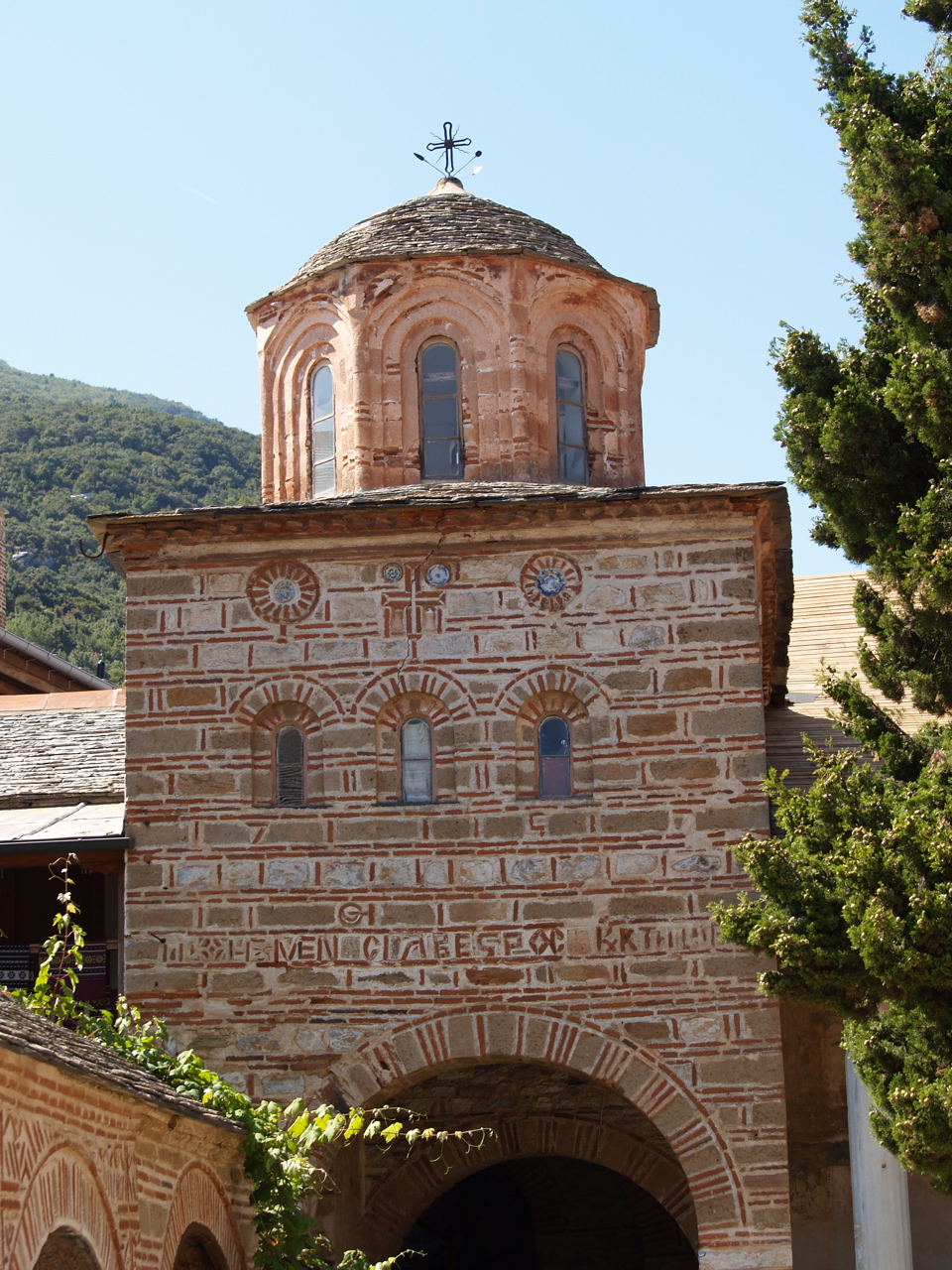
Một tháp cổng
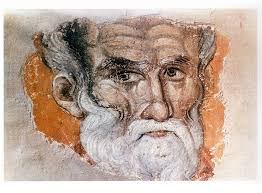
Bức bích họa Thánh Nicôla thành Myra (1560)
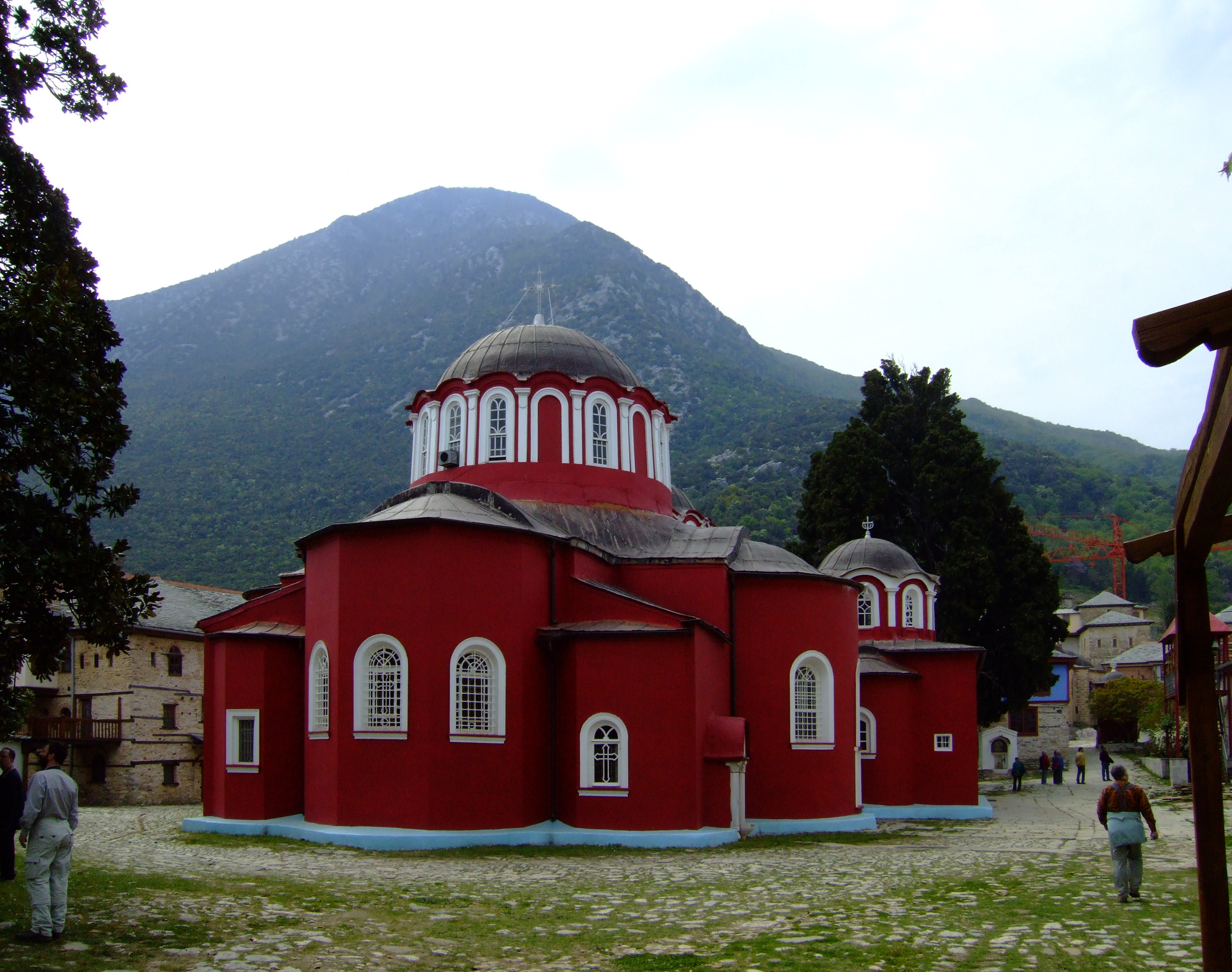
Nhà thờ chính của tu viện.